# BET Award para Melhor Artista Revelação Internacional
O BET Award para Melhor Artista Revelação Internacional (do original em inglês, BET Award for Best New International Act) é uma das atuais categorias do BET Awards, premiação estabelecida em 2001 para reconhecer destaques do mercado fonográfico e de entretenimento afro-americano. Esta categoria foi iniciada na edição de 2019 e destina-se a premiar artistas individuais ou grupos musicais de carreira recente fora dos Estados Unidos por seus respectivos trabalhos em álbuns musicais durante o ano anterior à cada edição específica. 
A rapper e compositora sul-africana Sho Madjozi foi a primeira artista vencedora da categoria, em 2019. Nas edições seguintes, a também sul-africana Sha Sha e a britânica Bree Runway venceram o prêmio em 2018 e 2019, respectivamente. O Reino Unido é o país com maior número de indicações à categoria, totalizando 6 artistas indicados desde a criação do prêmio enquanto a Nigéria é o lar de 3 dos artistas já indicados ao prêmio.

## Vencedores e indicados

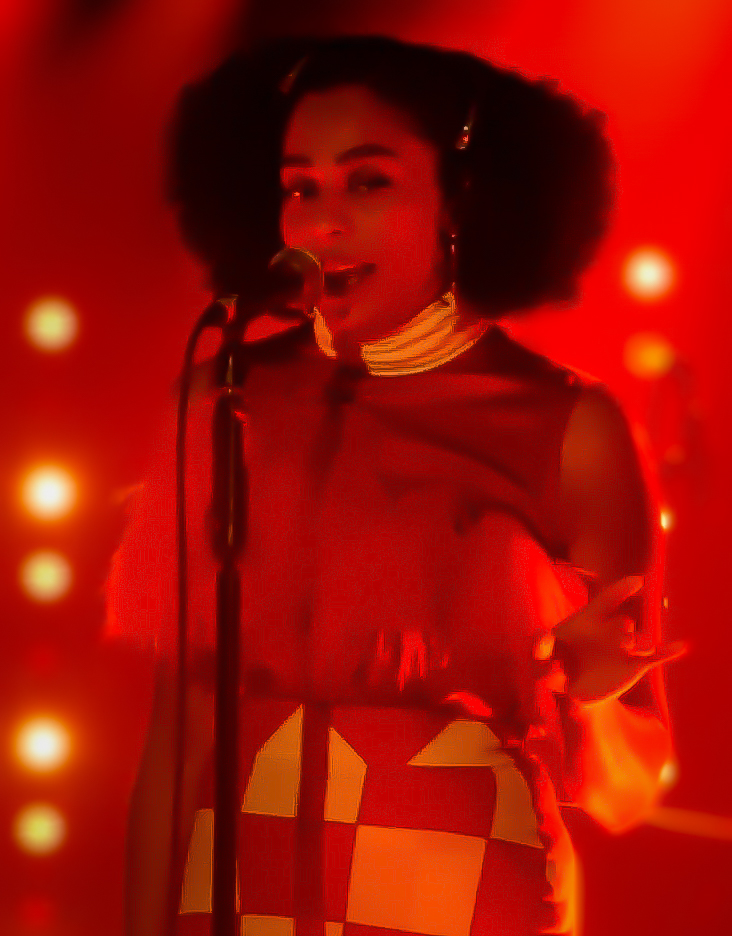
A britânica naturalizada Celeste, indicada em 2020.

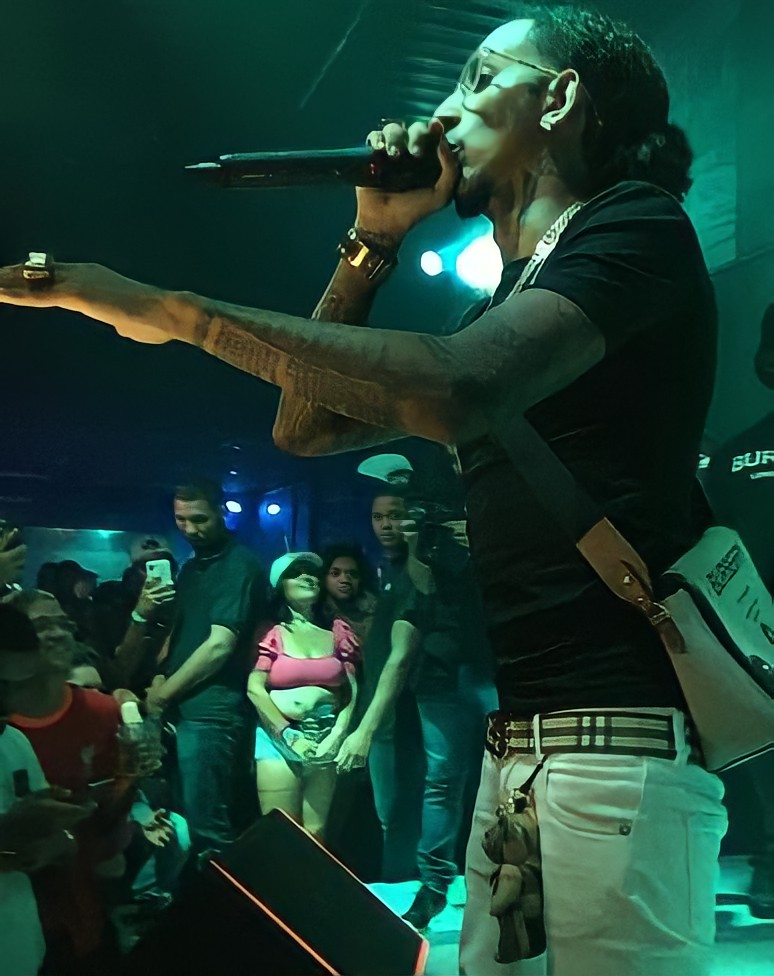
MD Chefe, o primeiro brasileiro vencedor da categoria em 2022.

| Ano  | Vencedor(s)    | Nacionalidade | Indicados                                                                    | Ref.          |
| ---- | -------------- | ------------- | ---------------------------------------------------------------------------- | ------------- |
| 2019 | Sho Madjozi    | África do Sul | - Teni - Octavian - Nesly - Headie One - Jok'Air                             | [ 6 ]         |
| 2020 | Sha Sha        | África do Sul | - Rema - Hatik - Celeste - Young T & Bugsey - Stacy                          | [ 7 ]         |
| 2021 | Bree Runway    | Reino Unido   | - Arlo Parks - Bramsito - Elaine - MC Dricka - Ronisia - Tems                | [ 8 ] [ 9 ]   |
| 2022 | MD Chefe       | Brasil        | - Ayra Starr - Pheelz - Cleo Sol - SDM - Digga D - Guy2BezBar - Young Stunna | [ 10 ] [ 11 ] |
| 2023 | Libianca Fonji | Camarões      | - Pabi Coope - Maureen - Asake - Flo - Werenoi - MC Ryan SP - Raye - Camidoh | [ 12 ] [ 13 ] |